# Čeněk Hrbek
Čeněk Hrbek (29. června 1840 Praha – 10. července 1902 Plzeň) byl plzeňský fotograf.

## Život
Vystudoval pražskou malířskou akademii, jeho spolužáky byli Hynek Fiedler a Adolf Pech. Po studiích se stal členem Umělecké besedy a jeho kresba s názvem Dudácká se stala prémií Umělecké besedy a získala uznání. Byl malířem, ale ze zdravotních důvodů (barvoslepost) opustil kariéru malíře a začal se věnovat fotografii jako novému uměleckému oboru. Z důvodu nedostatku financí pro otevření si vlastního ateliéru se pět let věnoval kočovné fotografické činnosti, kdy putoval po českých městech a fotografoval cokoliv se naskytlo. Získal tím bohaté zkušenosti. V roce 1863 fotografoval v Českých Budějovicích, v roce 1867 v Klatovech a v roce 1868 v Plzni. V Plzni se v tomto roce stal společníkem vdovy po fotografovi Salzmannovi ve firmě Salzmann & Hrbek. Ateliér se nacházel v místě U Zvonu (v letech 1871–1878 ulice Zvonová, 1878–1908 ulice Solmsova, od roku 1908 U Zvonu). V roce 1871 se přestěhoval do Českých Budějovic, kde v roce 1872 začal pracovat jako společník svého spolužáka Adolfa Pecha. Vstoupil do Besedy českobudějovické, v jejíž správě přinejmenším v roce 1974 působil. Spolku finančně přispíval i po návratu do Plzně v roce 1876, kdy ve Zvonové ulici obnovil firmu pod názvem Hrbek & Roškota. Jeho společníkem byl krátce blíže neznámý pan Roškota. V roce 1877 se osamostatnil. Jeho ateliér - Skleněný salon fotografa Hrbka - v domě U Zvonu č. 11/142, získával popularitu mezi plzeňskou měšťanskou společností. V průběhu dalších dvaceti let až do své smrti patřil k nejznámějším osobnostem Plzně.

## Fotografická činnost
Při pořizování portrétních fotografií používal magneziové světlo, které zkvalitňovalo fotografické provedení. Jeho fotografické práce byly velmi oblíbené. Ve své fotografické činnosti se zaměřoval na zachycení plzeňských památek, stavebního rozvoje i života města, továren, parků, činnosti různých spolků, turistických cílů. Série snímků zaměřená na různá témata vycházela u knihkupce Ignáce Schiebla. Hrbek je považován za pokračovatele fotografa Josefa Böttingera. Čtyři snímky Plzně od Čeňka Hrbka byly zařazeny do publikace Letem českým světem pražského nakladatele J. R. Vilímka. Svoji pozornost věnoval i plzeňským fotoamatérům. Byl předsedou komise první výstavy prací místních fotoamatérů v roce 1896.
Po jeho smrti v roce 1902 navázal na jeho práci a provozování fotografického salonu jeho syn Jiří Hrbek.
Po smrti Čeňka Hrbka se podařilo uchovat jeho negativy se snímky Plzně. Jsou majetkem města Plzně a uloženy jsou ve sbírkách Národopisného muzea Plzeňska.